# Туризм в Марокко
Туризм в Марокко хорошо развит благодаря тому, что Марокко является одной из самых политически стабильных стран Северной Африки. Правительство Марокко создало Министерство туризма в 1985 году. 
Туристическая инфраструктура страны сосредоточена в основном на побережье страны, а также включает культурные (см. Культура Марокко) и исторические (см. История Марокко) достопримечательности.

## История туризма в Марокко
Во второй половине 1980-х и начале 1990-х Марокко ежегодно посещали от 1 до 1,5 млн европейцев, большинство из которых было из Франции и Испании, примерно по 100 тысяч человек приезжало из Великобритании, Германии и Нидерландов. В основном европейские туристы в Марокко посещали курорты на побережье Атлантического океана, в частности, Агадир. 
Наряду с европейцами, Марокко посетили около 20 тысяч человек из Саудовской Аравии, некоторые из которых приобрели коммерческую недвижимость в Марокко. 
В 1990 году в связи с началом войны в Персидском заливе поступления от туризма в Марокко упали на 16,5 %. 
На развитии туризма отрицательно сказалось также обострение отношений с Алжиром: в 1994 году Алжир закрыл границу с Марокко, в связи с чем число туристов из Алжира сократилось с 70 тысяч в 1994 до 13 тысяч в 1995 году (для сравнения: 1,66 млн туристов в 1992 году и 1,28 млн в 1993).
В первую декаду XXI века туризм в Марокко продолжал развиваться, в 2008 году страну посетило 8 млн туристов, по сравнению с примерно 7,4 млн в 2007 году, при этом 1 млн туристов в 2008 году составляли представители зарубежной диаспоры марокканцев, насчитывающей 3,8 миллиона человек. 
Среди европейских туристов в Марокко по-прежнему преобладают французы (порядка 20 % общего числа туристов). Большинство европейцев приезжает в Марокко весной и осенью (за исключением испанцев, которые в основном приезжают в июне и августе).

## Туристическая индустрия
Поступления от туризма в Марокко в 2007 году составили $7,5 млрд, туризм является вторым по величине источником поступления иностранной валюты в Марокко после производства фосфатов. Правительство страны придаёт большое значение развитию туристической отрасли, после вступления на трон в 1999 году короля Мухаммеда VI была разработана стратегия развития туризма — Vision 2010, которая предусматривала рост числа туристов до 10 миллионов к 2010 году и повышение доли туризма в ВНП до 20 %. Амбициозный план "Азур", принятый по инициативе короля Мухаммеда VI, предполагает создание в стране шести крупных туристических кластеров (пять — на Атлантическом побережье и один — на Средиземном море), модернизацию региональных аэропортов, строительство новых железных и автомобильных дорог. Правительство Марокко проводит маркетинговые кампании для привлечения туристов (главным образом европейских), позиционируя Марокко как экзотическое, и в то же время недорогое и безопасное место отдыха.
Развитию туризма в Марокко способствует географическое положение страны, развитая инфраструктура и сравнительно невысокие цены из-за девальвации марокканского дирхама. Марокко имеет развитую сеть автодорог и железных дорог, которая связывает крупные города с портами и международными аэропортами. На юге Испании благодаря близости к Марокко широко распространены 1-3-дневные туры в Марокко, круизные суда заходят в марокканские порты Касабланка и Танжер. После установления воздушного сообщения между Марокко и Алжиром в Алжире получили распространение шоп-туры и гостевые поездки в Марокко.

## Туристические достопримечательности
|  |  |  |

|  |  |  |

|  |  |  |

|  |  |  |

В период, когда Марокко было протекторатом Франции (1912—1956), туризм был ограничен главным образом городскими районами, в частности, средиземноморскими городами Танжер и Касабланка. Танжер привлекал многих писателей, таких как Джек Керуак и Уильям Берроуз. В 1970-х — 1980-х гг. началось развитие пляжных курортов, как например, Агадир, на побережье Атлантического океана.
Современная туристическая индустрия Марокко всё активнее вовлекает в свой оборот достопримечательности, восходящие к истории Древнего Рима и арабских завоеваний. 60 % туристов, посещающих Марокко, посещают объекты культурного наследия. По расположению достопримечательностей страна может быть разделена на семь регионов:
- Танжер и его окрестности;
- Агадир и его курорты;
- Марракеш;
- Касабланка;
- Имперские города;
- Уарзазат;
- Тарфая и его пляжные курорты[4].

Агадир является одним из основных прибрежных курортов и базой для туров в горы Атлас. Другие курорты в Северном Марокко также очень популярны. Касабланка — главный порт для круизов в Марокко с высокоразвитой туристической инфраструктурой.
Расположенный в центре страны город Марракеш является популярным местом отдыха, наиболее популярны среди туристов одно- и двухдневные экскурсии в Марракеш, которые дают возможность познакомиться с историей и культурой страны. Известной достопримечательностью Марракеша является ботанический сад Мажорель, приобретённый известным модельером И.Сен-Лораном и его партнером Пьером Берже в 1980 году, что повысило привлекательность города для туристов.
В 2006 году в Марокко наиболее быстрыми темпами развивался приключенческий туризм в горах Атлас и на хребте Эр-Риф, где имеются отличные возможности для трекинга в период с конца марта до середины ноября. Правительство вкладывает инвестиции в развитие этого вида туризма, а также развивает пустынный туризм, конкурируя по этому направлению с Тунисом.